# Sint-Bavo en Sint-Machutuskerk

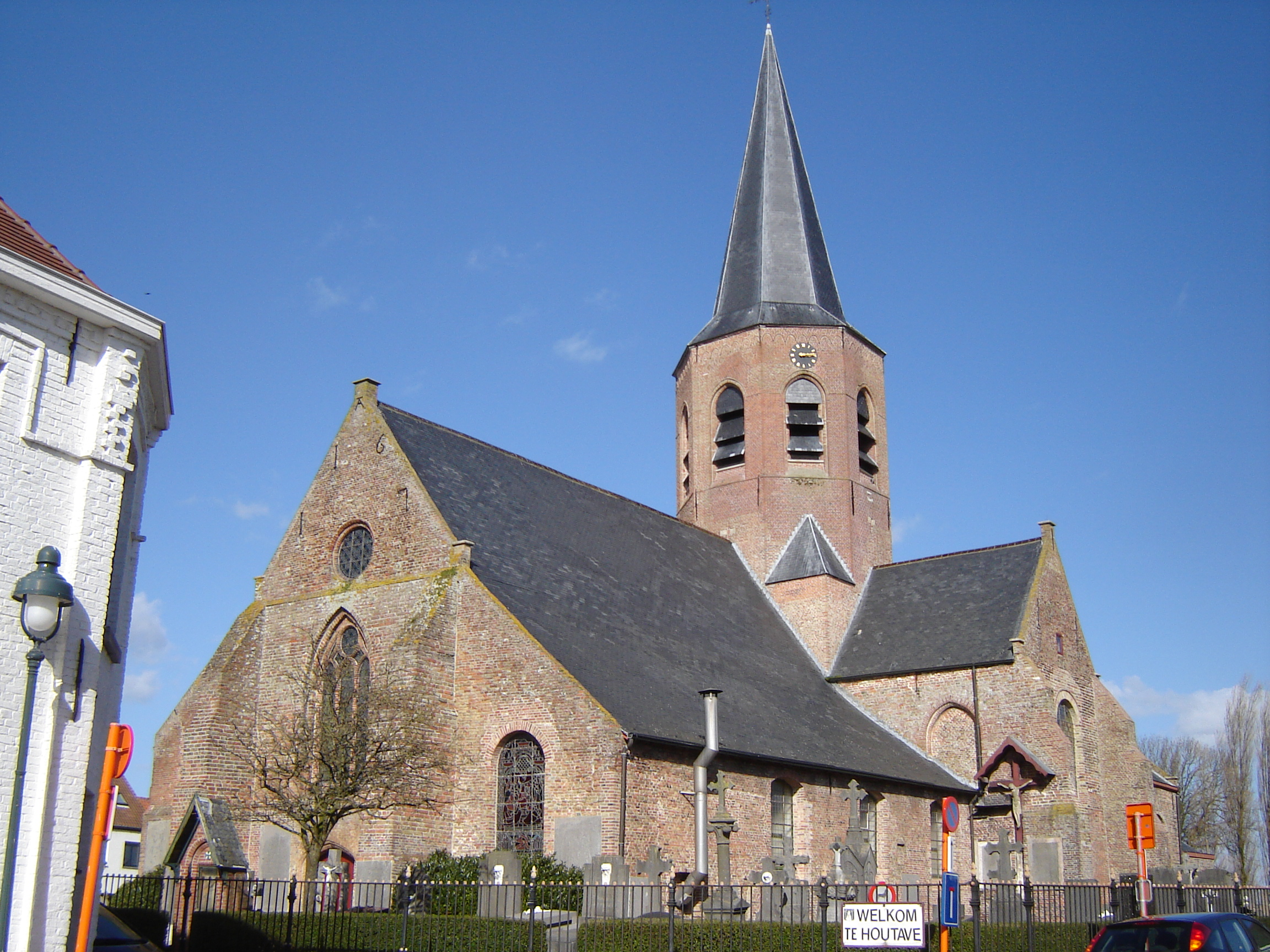
Sint-Bavo en Machutuskerk

De Sint-Bavo en Sint-Machutuskerk is de parochiekerk van de tot de West-Vlaamse gemeente Zuienkerke behorende plaats Houtave, gelegen aan Pastoriestraat 12.

## Geschiedenis
Rond het jaar 900 zou er te Houtave al een kapel hebben bestaan. Omstreeks het jaar 1000 was Houtave waarschijnlijk al een zelfstandige parochie. Omstreeks 1400 werd een gotische kerk gebouwd, die in 1492 door brand werd beschadigd. In de jaren 70 van de 16e eeuw werd de kerk vernield tijdens de godsdiensttwisten. De kerk werd in laatgotische stijl hersteld. In 1617 werd de westgevel hersteld, in 1651 het koor, en ook het schip, waarbij de vensters in barokstijl werden uitgevoerd. Tijdens de 19e eeuw werden er verbouwingen in neoromaanse stijl uitgevoerd, terwijl omstreeks 1880 werd voorgenomen om het geheel weer een gotisch uiterlijk te geven, een voornemen dat grotendeels niet werd uitgevoerd vanwege geldgebrek. Tijdens de jaren 90 van de 20e eeuw werden restauratiewerkzaamheden uitgevoerd. In 1993 werd de kerk geklasseerd als monument.

## Gebouw
Het betreft een driebeukige bakstenen basilicale kruiskerk met vieringtoren van omstreeks 1400. Deze heeft een vierkante basis welke in een achtzijdige bovengeleding overgaat, gedekt door een achtkante naaldspits. De kerk wordt omringd door een kerkhof.

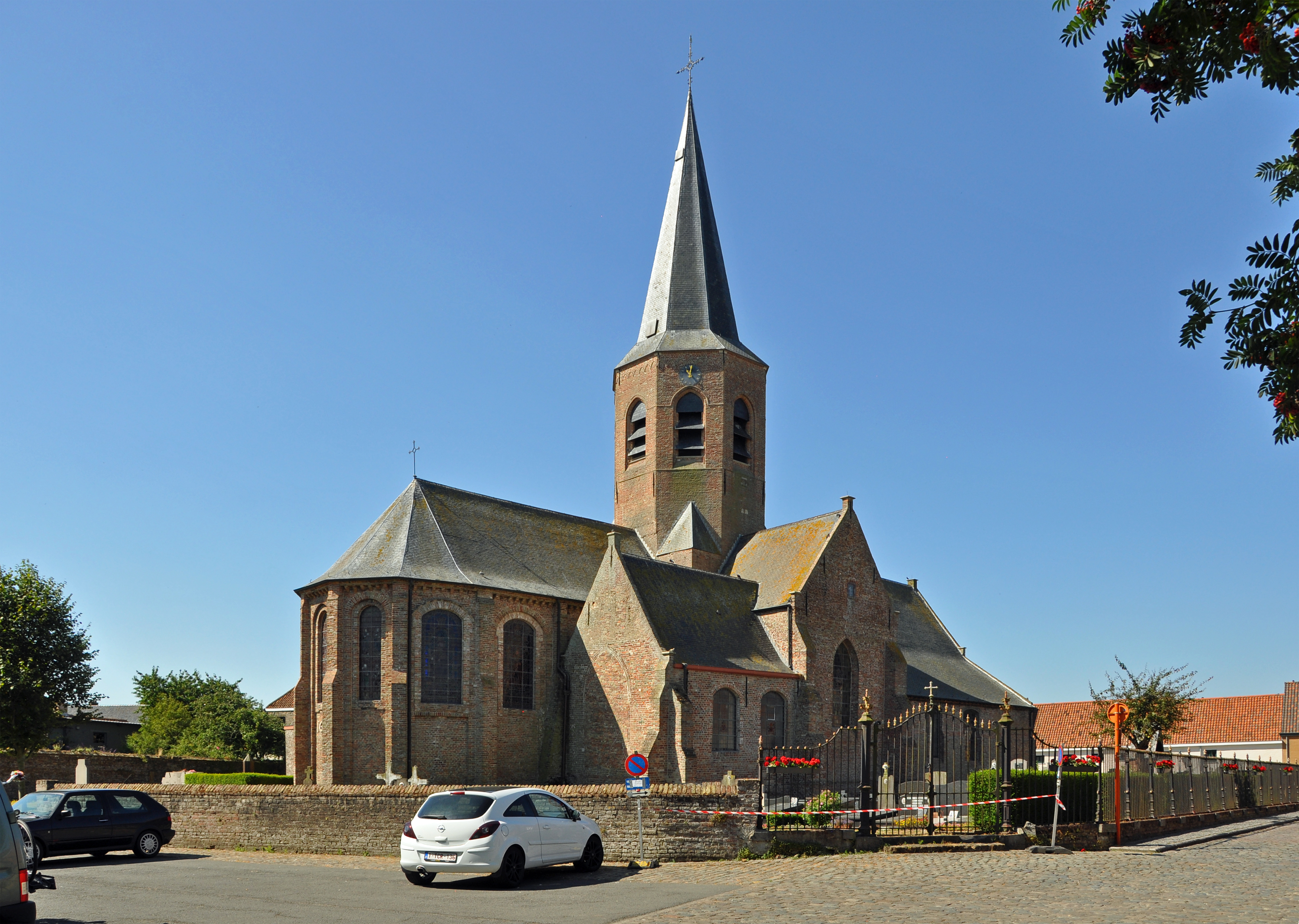
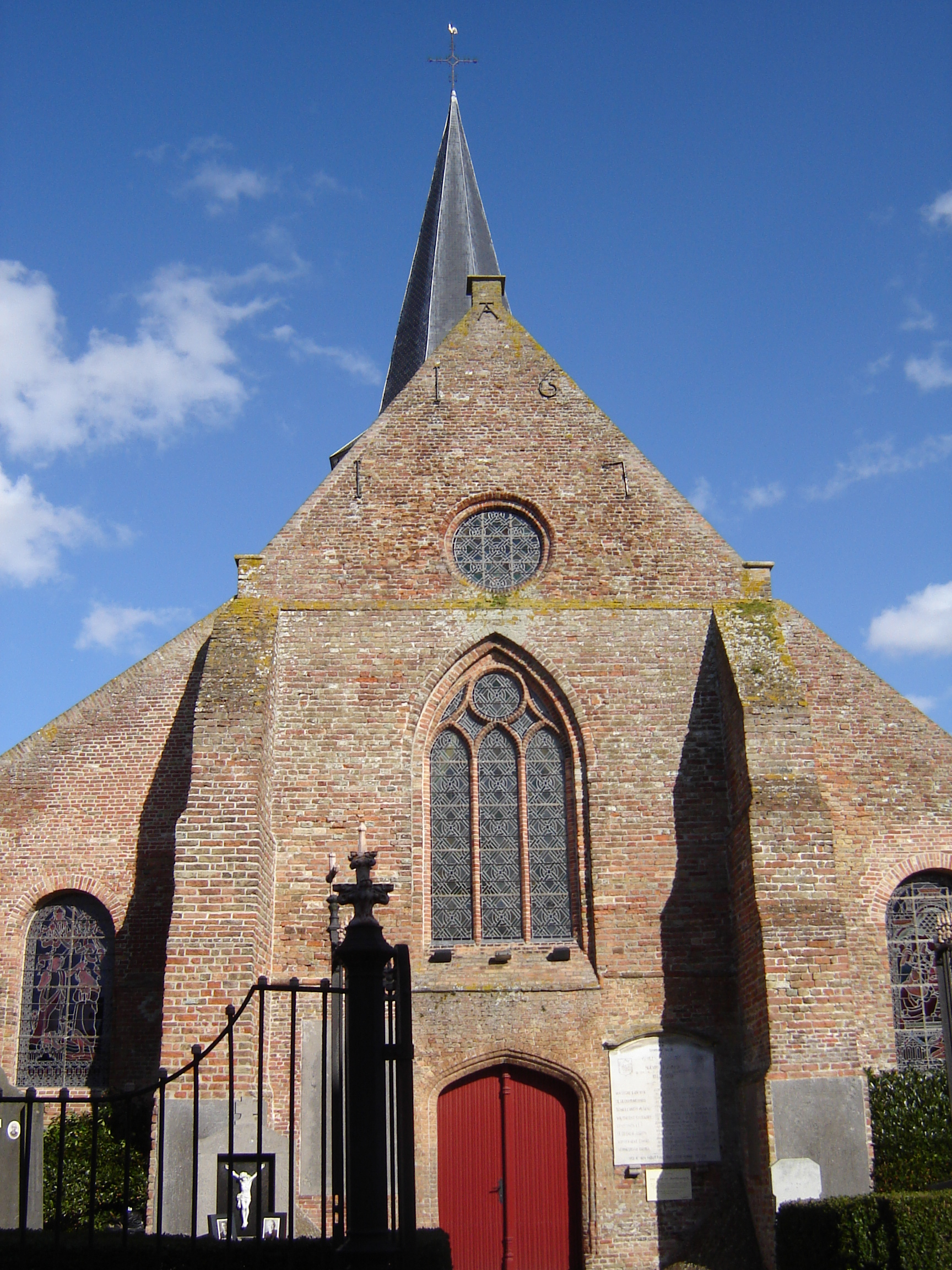
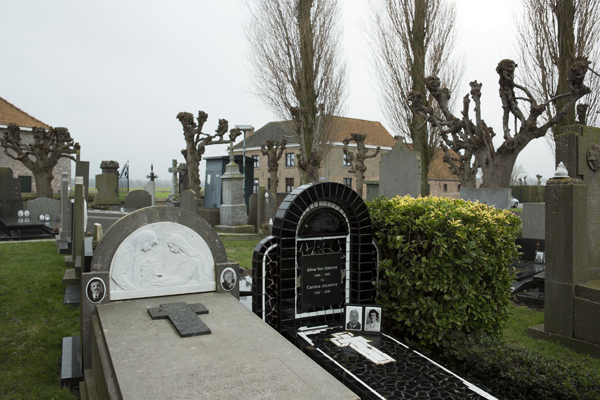
Kerkhof

## Interieur
Het witgepleisterd interieur is van oorsprong gotisch en in de 17e eeuw aangepast. Het meubilair stamt uit de overgangstijd van renaissance naar barok. Het 17e-eeuws Sint-Corneliusaltaar heeft een 16e-eeuws gepolychromeerd altaarstuk, voorstellende het lijden van Christus. Het noordelijke zijaltaar, gewijd aan Onze-Lieve-Vrouw van de Rozenkrans, en het aan Sint-Livinus gewijde zuidelijke zijaltaar stammen uit de 17e eeuw en werden in barokstijl uitgevoerd. De kerkmeestersbanken werden uitgevoerd in renaissance- en barokstijl (1657 en 1681). De communiebank is van 1680 en de preekstoel en biechtstoelen zijn 18e-eeuws.
De kerk bezit schilderijen van de 17e en 18e eeuw. Het orgel is van 1836 en werd ontworpen door Vanhoutte.

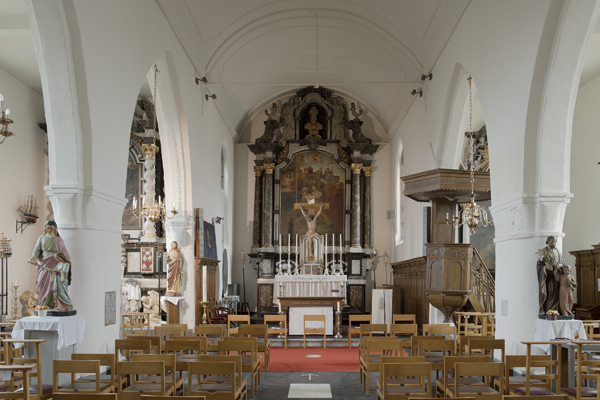
Overzicht
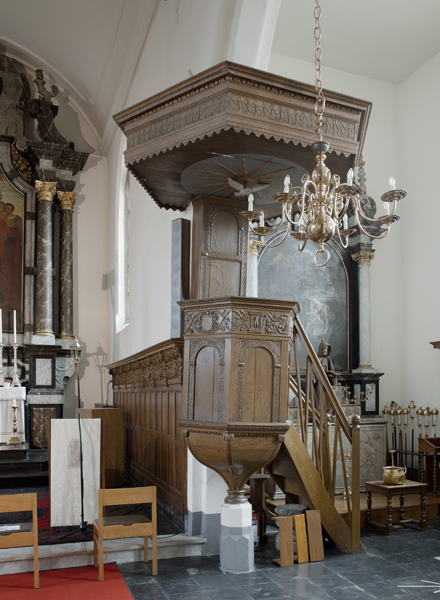
Preekstoel
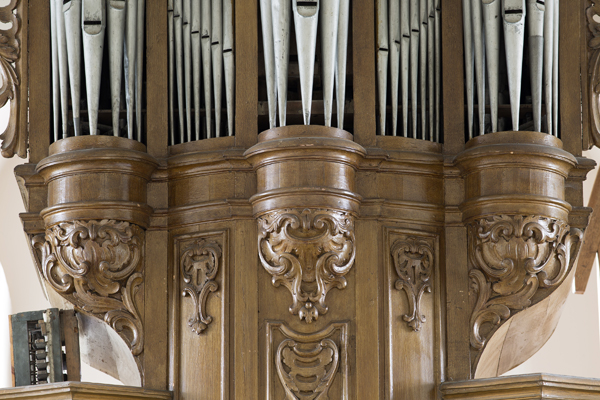
Van Houtte-orgel
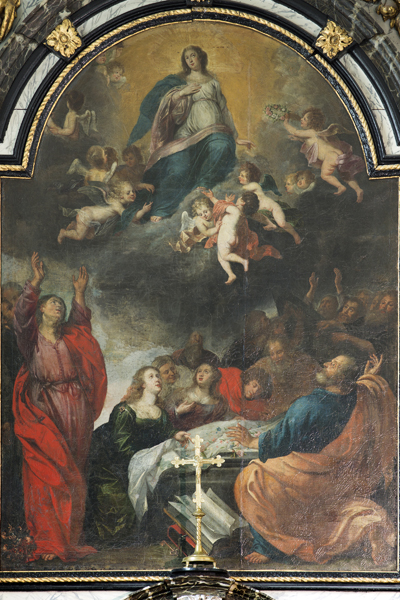
Noordelijk altaar
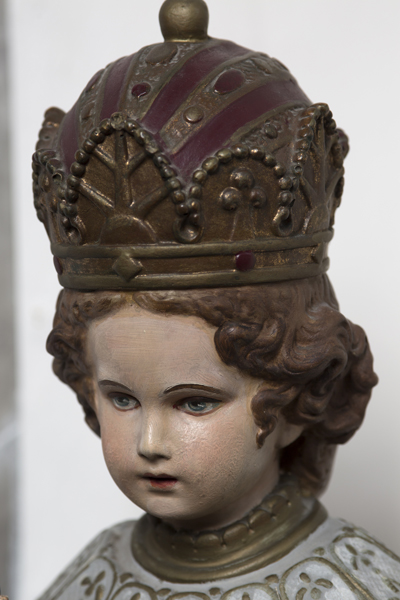
Polychroom